# Björn Rehnquist
Björn Rehnquist, född 1978 i Borås, är en svensk tennisspelare. Han spelar för Ullevi TK.
Rehnquist vann juniortiteln i Australian open 1996 men blev senare skadad i vänstra handleden vilket gjorde att proffskarriären aldrig riktigt tog fart. Han har tävlat mest på challenger-touren i jakt på rankingpoäng. Rehnquist har inga stora svagheter i sitt spel men saknar ett vinnarslag.
Efter skador på flera av Sveriges högst rankade spelare blev Rehnquist som debutant uttagen till Sveriges Davis Cuplag i matchen mot Israel 6-8 mars 2009.
Rehnquist var 2007 med i Ullevi TK:s lag som vann Lag-SM för herrar. 